# Henri Bertini

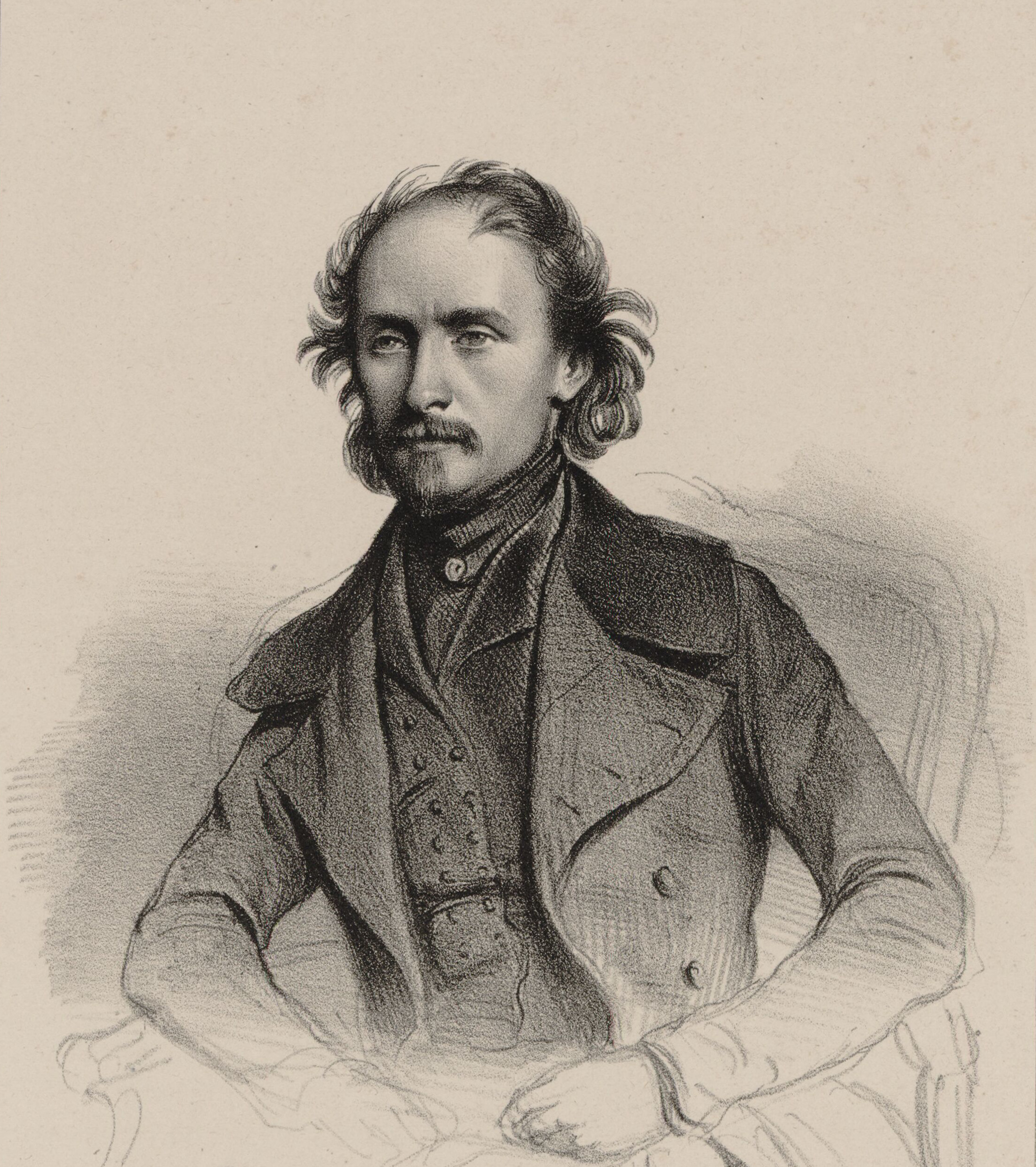
Henri Jérôme Bertini.

Henri-Jérôme  Bertini, född 28 oktober 1798, död 30 september 1876, var en fransk pianist och etydkompositör. Han var bror till Benoît-Auguste Bertini.
Bertini levde största delen av sitt liv i Paris. Förutom kammarmusik komponerade Bertini etyder för samma instrument (opus 100, 29 och 32), som länge utgjorde undervisningsmaterial för hur ett efter konstens regler komponerat stycke borde se ut.